# Jeremy Phipps
Jeremy Julian Joseph Phipps, CB, CBE (* 30. Juni 1942; † 16. März 2021) war ein britischer Offizier der British Army und zuletzt Generalmajor.

## Leben
Jeremy Julian Joseph Phipps war der Sohn von Alan Phipps (1915–1943), der als Lieutenant der Royal Navy während des Zweiten Weltkrieges ums Leben kam, und Veronica Nell Fraser (1920–2005). Sein Großvater väterlicherseits war der Diplomat Sir Eric Phipps (1875–1945), der unter anderem zwischen 1933 und 1937 Botschafter im Deutschen Reich war, während sein Großvater mütterlicherseits Simon Fraser, 14. Lord Lovat (1871–1933) war, der unter anderem zwischen 1919 und 1927 Vorsitzender der Forstwirtschaftskommission (Forestry Commission) sowie von 1926 bis 1927 zudem Unterstaatssekretär im Ministerium für die Dominions (Under-Secretary of State for Dominion Affair) war. Nach dem Tod seines Vaters heiratete seine Mutter 1946 in zweiter Ehe den Brigadier und langjährigen Unterhausabgeordneten Fitzroy Maclean (1911–1996), der 1957 zum Baronet, of Dunconnel, erhoben wurde. Zu seinen Stiefbrüdern gehört der Schriftsteller Charles Edward Maclean, der 1996 den Titel als 2. Baronet erbte.
Er selbst absolvierte nach dem Besuch des 1802 gegründeten Ampleforth College eine Offiziersausbildung an der Royal Military Academy Sandhurst (RMAS) und wurde nach deren Abschluss 1960 als Second Lieutenant der Queen’s Own Hussars in die British Army übernommen. Daraufhin folgten zahlreiche Verwendungen als Offizier und Stabsoffizier. Während der Geiselnahme in der iranischen Botschaft in London 1980 nahm er als Offizier der Spezialeinheit Special Air Service (SAS) an der sogenannten „Operation Nimrod“ teil, die zur Erstürmung des Gebäudes und der Befreiung der Geiseln führte. Als Lieutenant-Colonel war er von Februar 1982 bis Juli 1984 Kommandeur der Queen’s Own Hussars und als Brigadier zunächst zwischen November 1986 und April 1989 Kommandeur der 11. Panzerbrigade (11th Armoured Brigade). Anschließend war er als Nachfolger von Brigadier Michael Rose von April 1989 bis zu seiner Ablösung durch Brigadier Cedric Delves im September 1993 im Verteidigungsministerium des Vereinigten Königreichs Direktor für Spezialeinheiten (Director of Special Forces).
Zuletzt wurde Jeremy Phipps zum Major-General befördert und war daraufhin von September 1993 bis zu seinem Ausscheiden aus dem aktiven Militärdienst im Juli 1996 Leitender britischer Kreditdienstoffizier (Senior British Loan Services Officer) im Oman. Für seine langjährigen Verdienste wurde er 1996 Commander des Order of the British Empire (CBE) sowie 1997 auch Companion des Order of the Bath (CB). Nach seinem Eintritt in den Ruhestand war er zwischen 2004 und 2010 Direktor der Galopprennsportbahn Salisbury Racecourse sowie von 2007 bis 2012 Direktor des Sicherheitsunternehmens Saladin Security Ltd. Darüber hinaus war er von 2017 bis zu seinem Tode 2021 Präsident der zum Pfadfinderverband The Scout Association gehörenden Scottish Borders Scouts Association.
Aus seiner am 12. Oktober 1974 geschlossenen Ehe mit Susan Louise Crawford, Tochter von Lieutenant-Commander Wilfred H. Crawford, gingen die Kinder Jake Shimi Alan Phipps (* 1975) und Jemma Louise Rose Phipps (* 1977) hervor.